# Bullauns von Roscam

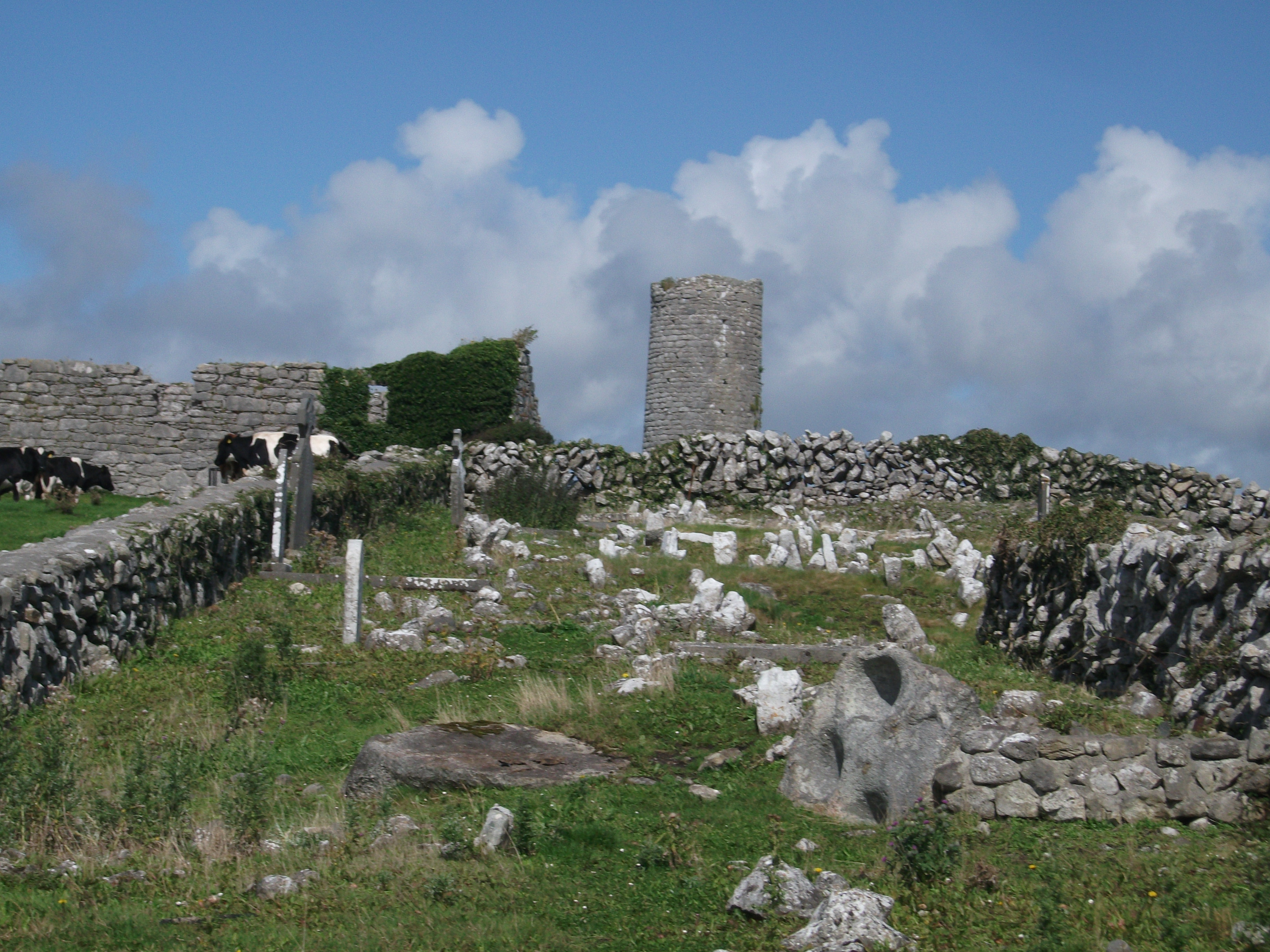
Roscam Early Medieval Ecclesiastical Site

Die Bullauns von Roscam im Townland Roscam (irisch Ros Cam) bei Galway im County Galway in Irland liegen auf dem Friedhof der ehemaligen Klosteranlage Roscam. Er liegt südlich der Überreste des Rundturms von Roscam.
Der größere Stein liegt auf der Seite und hat drei flache Bullauns, von denen einer teilweise abgebrochen ist. Es gibt Spuren eines vierten. Etwa zwei Meter östlich liegt ein Felsblock, in dem sich zwei Bullauns befinden. Diese sind etwas kleiner. Der ursprüngliche Zweck der Bullauns ist nicht wirklich bekannt, aber sie haben einen unbestreitbaren Zusammenhang mit dem Wasser und der Anbetung der Göttin Brigid. Die rituelle Verwendung der Bullauns hat sich in die christliche Zeit fortgesetzt und viele sind in Verbindung mit frühen Kirchen gefunden worden, die meisten in Glendalough im County Wicklow. 
St. Odran, der Wagenlenker des Heiligen Patrick und erste christliche Märtyrer der irischen Geschichte und Bruder des St. Ciarán von Clonmacnoise wird ebenso mit dem 807 von Wikingern zerstörten Kloster, über dessen Geschichte wenig bekannt ist, in Verbindung gebracht, wie St. Patrick. Zu Roscam gehörte wohl eine Handwerkersiedlung. Roscam kann ein Handelsposten an der Corrib-Mündung gewesen sein.